# 雨宮朋絵
雨宮 朋絵（あめみや ともえ、1976年5月28日 - ）は日本のタレント・女優・DJ。
愛称は「朋ちゃん」であるが、かつてレギュラー番組を持っていたbayfmでは「トモリン」と呼ばれており、本人も自分のことを「トモリン」と呼ぶことが多い。

## 略歴
千葉県松戸市出身。松戸市立第二中学校、千葉県立松戸東高等学校（現：千葉県立松戸国際高等学校）卒業。
1997年4月から2001年6月まで4年3ヶ月間、TBS『王様のブランチ』のリポーターを務める。在籍4年3か月は長らく破られていない記録だったが、金田美香・白石みきらに抜かれている。
2007年4月17日、自身のブログでラッパーの日華との結婚と妊娠を発表、同年11月15日に女児を出産した。
2008年1月1日付でホリプロに移籍。出産後はTBS『はなまるマーケット』のリポーターを継続。
2012年8月29日より夫の父親の故郷でもある香港へ、一家4人（本人、夫、娘、実母）で移住。このため、これまで出演してきたテレビ・ラジオの各レギュラー番組については、同年9月末までに順次降板した。
2018年8月30日より『Miracle!!』（Bayfm）の木曜日を担当（療養中のANNAのピンチヒッターで同年9月27日まで）、これが自身約6年振りのラジオ出演となった。

## 出演

### テレビ
- 王様のブランチ（1997年4月 - 2001年6月、TBS） - レギュラーリポーター
- 王様のお夜食（1999年4月 - 2001年7月、TBS）
- 愛の劇場『大好き!五つ子』1 - 3（1999年7月 - 2001年8月、TBS） - 杉山理沙役
- 胸さわぎの土曜日（2001年4月 - 9月、フジテレビ）
- 絶品!地球まるかじり（2001年4月 - 2002年3月、テレビ東京） - リポーター（不定期）
- はなまるマーケット（2004年4月 - 2007年9月、2008年2月 - 2012年8月、2013年12月13日、TBS） - とくまるリポーター（不定期）
- タミヤRCカーグランプリ（テレビ東京）
- 池波正太郎の江戸料理帳 （2013年6月、CS時代劇専門チャンネル〈2013年9月、BSフジでも放送〉） - 中村梅雀のアシスタント

### ラジオ
- お嬢様の夜ふかし（1998年10月 - 1999年9月、TBSラジオ）
- MAZDA SUPER SUNDAY（2000年4月 - 2006年3月、TOKYO FM） - 司会
- スーパー・カウントダウン パワーヒッツ10（2000年4月 - 2001年3月、TOKYO FM）
- サンデーホットリクエスト（2000年4月 - 2001年3月、TOKYO FM）
- 雨宮朋絵のスーパー・カウントダウン（2001年4月 - 9月、TOKYO FM）
- 雨宮朋絵のJHカウントダウンハイウェイ（2001年10月 - 2002年3月、TOKYO FM）
- フィールドオンTOKYO（2002年4月 - 12月、TOKYO FM）
- from the street〜Tokyo Re-Design（2003年1月 - 3月、TOKYO FM）
- BAY LINE 7300（2003年4月 - 2007年9月、bayfm）火曜DJ
- 放送大学 persents MANABEES 'CAFE（2006年10月 - 2007年9月、bayfm）
- FLY!DAY TRIPPER〜FROM SKY GATE〜TRIP1（2007年1月5日 - 26日 、bayfm）
- SATURDAY つぶやき NEWS SHOW!?（2008年7月 - 2009年3月、bayfm）
- BAY MORNING GLORY（2009年4月 - 2012年9月、bayfm）
- KIRIN BEER "Good Luck" LIVE（2011年4月 - 2012年9月、TOKYO FM）
- Miracle!!（2018年8月30日 - 9月27日 、bayfm） - 木曜日ピンチヒッター -[4][3]
- CHIBA PREFECTURE UPDATES（2020年10月2日 - 、bayfm）
- KEIYOGINKO POWER COUNTDOWN REAL（2021年3月6日 - 6月26日.7月30日.12月31日.2023年1月7日 - 5月27日、bayfm） - 麻生夏子産休のピンチヒッター

### ゲーム
- 街 〜運命の交差点〜

### ビデオ
- 片山右京のKART@GOGO（スリーコード）